# Santa Cruz Alpuyeca
Santa Cruz Alpuyeca är en ort i Mexiko.   Den ligger i kommunen Cuautinchán och delstaten Puebla, i den sydöstra delen av landet, 120 km öster om huvudstaden Mexico City. Santa Cruz Alpuyeca ligger 2 209 meter över havet och antalet invånare är 579.
Terrängen runt Santa Cruz Alpuyeca är kuperad åt nordväst, men åt sydost är den platt. Runt Santa Cruz Alpuyeca är det mycket tätbefolkat, med 2 614 invånare per kvadratkilometer. Närmaste större samhälle är Puebla de Zaragoza, 14,3 km väster om Santa Cruz Alpuyeca. Trakten runt Santa Cruz Alpuyeca består i huvudsak av gräsmarker.